# Six Flags European Division
Six Flags European Division was een verzamelnaam voor de Europese attractieparken van de Amerikaanse pretparkengroep Six Flags. De Six Flags European Division bestond van 1998, wanneer het voor het eerst Europese parken kocht, tot de verkoop ervan in 2004.

## Six Flags
Six Flags is de tweede grootste pretparkgroep van de Verenigde Staten. Tegenwoordig bezit het parken die zo goed als alleen in de Verenigde Staten gelegen zijn.

## Geschiedenis

### Aankoop
In 1998 kocht Six Flags, toen nog Premier Parks geheten, de zes attractieparken van de Walibi Group op (zijnde het huidige Walibi Belgium (toen Walibi Waver), Bellewaerde (toen Bellewaerde Park), Walibi Holland (toen Walibi Flevo), Walibi Sud-Ouest (toen Walibi Aquitaine), Walibi Rhône-Alpes en Walygator Parc (toen Walibi Schtroumpf)). Het geheel werd aangevuld met twee Warner Bros-parken: Movie Park Germany (toen Warner Brothers Movie World) en Parque Warner Madrid (toen Warner Bros. Movie World Madrid). Six Flags bundelde deze acht parken onder de naam Six Flags European Division.

### Walibi wordt Six Flags
Twee van de Walibiparken werden omgetoverd tot Six Flags parken. Walibi Waver en Walibi Flevo werden respectievelijk Six Flags Belgium en Six Flags Holland. In de parken werd veel geïnvesteerd om er naar Amerikaans voorbeeld grote parken met veel en hoge achtbanen van te maken. Er waren plannen om ook van Walibi Schtroumpf een Six Flags-park te maken, Six Flags France, maar dat gebeurde niet. In 2003 werd het park hernoemd naar Walibi Lorraine en verdwenen de Smurfen uit beeld.
De andere parken bleven Walibiparken (en Bellewaerde Park bleef Bellewaerde Park). Wel werden in de meeste parken ook een aantal nieuwe attracties geplaatst.
De omschakeling van Walibi naar Six Flags was echter niet succesvol te noemen, en dit vooral om twee redenen. De abrupte naamsverandering was een eerste probleem: vooral in België bleef Walibi een sterker merk dan Six Flags. Daarenboven kon het park in Nederland ondanks een forse stijging in bezoekersaantal toch niet genoeg bezoekers trekken om de massainvestering terug te betalen. Dit had vooral te maken met het feit dat Six Flags dezelfde strategie als in de Verenigde Staten toepaste, waar in Europa pretparken meer door families bezocht worden.

### Verkoop
Midden 2004 zijn alle parken van de vroegere Walibi Group (de twee Six Flags-parken, de drie overgebleven Walibiparken in Frankrijk en Bellewaerde Park) opnieuw verkocht, dit keer aan de Britse investeringsmaatschappij Palamon Capital Partners. Deze moesten de parken weer rendabel maken, want na het beheer door Six Flags ervan waren ze zwaar verlieslatend geworden. Een eerste stap hierin was het 'ontvlaggen' van de parken en ze terug een Walibi-naam te geven. Six Flags Belgium (het vroegere Walibi Waver) werd Walibi Belgium, Six Flags Holland (het vroegere Walibi Flevo) werd Walibi World (tegenwoordig Walibi Holland). Ook Warner Brothers Movie World werd verkocht aan Palamon.
De zeven parken werden verzameld onder de naam StarParks. Het achtste park, Warner Bros. Movie World Madrid, werd niet verkocht aan Palamon. Het beheer van dit park werd overgedragen aan Time Warner, een Amerikaans mediaconglomeraat.

### Nageschiedenis
Palamon slaagde in zijn opzet en maakte de StarParks opnieuw rendabel. In 2006 werden Bellewaerde, Walibi Belgium, Walibi Holland, Walibi Sud-Ouest en Walibi Rhône-Alpes verkocht aan Compagnie des Alpes. Walibi Lorraine werd verkocht aan lokale investeerders, en veranderde zijn naam in Walygator Parc. Er blijven dus nog vier Walibiparken over. Movie Park Germany werd na een lange donkere periode in mei 2010 uiteindelijk ook als winstgevend park verkocht, maar dan aan Parques Reunidos.